# Jakob II Bernoulli
Jakob (sau Jacob, Jacques) II Bernoulli (n. 17 octombrie 1759 la Basel - d. 3 iulie 1789 la Sankt Petersburg) a fost un matematician elvețian.
A fost unul dintre ultimii membri notabili ai familii Bernoulli, fiind fiul lui Johann II Bernoulli.
La 21 de ani îl succede pe unchiul său, Daniel Bernoulli, la Catedra de Fizică Experimentală de la Universitatea din Basel.
În 1788 devine membru al Academiei din Sankt Petersburg.
A încetat din viață în urma unui accident (s-a înecat în râul Neva), la numai câteva luni după ce se căsătorise cu o nepoată a lui Leonhard Euler.